# Beverly Hills Family Robinson
Beverly Hills Family Robinson es una película para Televisión estrenada en 1998, basada en la novela suiza Family Rabinson, de Johann David Wyss, protagonizada por Dyan Cannon, Martin Mull, Sarah Michelle Gellar y Ryan O'Donohue.

## Argumento
Marsha Robinson, presentadora de un programa culinario de TV, se va de vacaciones con su familia a una isla de los mares del sur, pero su barco es raptado por piratas y los robinson deben estar unidos para luchar contra los piratas.

## Reparto
- Dyan Cannon ...  Marsha Robinson
- Martin Mull ...  Doug Robinson
- Sarah Michelle Gellar ...  Jane Robinson
- Ryan O'Donohue ...  Roger Robinson
- Josh Picker ...  Digger
- Kevin Weisman ...  Brinx